# Télévisions associatives en France
Les télévisions associatives en France se présentent comme des alternatives indépendantes et citoyennes aux chaînes publiques et privées commerciales. Le Conseil supérieur de l'audiovisuel (CSA) désigne cette partie des médias français, le Tiers Secteur Audiovisuel. Bien qu'autorisée selon certaines restrictions règlementaires, la télédiffusion notamment terrestre ou par satellite des chaînes associatives, est marginale et précaire, en raison de leur modèle économique. Se voulant un espace d'expression libre et se démarquer par les contenus spécifiques et formats adoptés, elles se positionnent notamment en rupture avec les chaînes conventionnelles ou a minima comme alternatives.
L'arrivée et l'expansion d'Internet permet à cetaines antennes d'abandonner la télédiffusion conventionnelle pour retransmettre et publier leurs émissions et vidéos, via des plateformes en ligne.

## Contexte historique
La télévision française émise par voie terrestre depuis les années 1940, relève d'un monopole d'État. Depuis le lancement de la RDF Télévision française les chaînes de télévision sont publiques, à la différence de quelques chaînes frontalières lancées dans les années 1950 comme Télé Luxembourg ou Télé Monte-Carlo. La première chaîne privée lancée le 4 novembre 1984 est payante Canal+,  et nécessite un décodeur et son programme est thématique avec principalement du cinéma. Cette antenne privée est présidée par André Rousselet, ex-directeur de cabinet du président de la République de l'époque, François Mitterrand. Le 20 février 1986 une nouvelle chaîne nationale est créée; La Cinq est la première chaîne de télévision généraliste commerciale. Rapidement on voit naître la chaîne musicale TV6 puis quelques autres chaînes thématiques, notamment par satellite puis sur le câble.
Après une courte période de stations pirates, la libéralisation des ondes en France favorise prioritairement les radios FM locales associatives puis privées. En revanche, pour des motifs de coûts d'équipement et de restrictions techniques pour émettre, le nombre des chaînes pirates ou libres est bien plus rare dans les années 1980. On peut noter par exemple à Paris, quelques chaînes expérimentales comme Télé Verte ou éphémères rapidement saisies ou ayant subi des pannes dont la plus célèbre et mieux dotée à l'époque est Canal 35. En Italie, une faille dans le droit national permet dès 1976, de voir naître des milliers de chaînes locales mais assez vite., elles deviennent commerciales puis sont récupérées par des affairistes comme un certain Sylvio Berlusconi. En dehors de quelques chaînes basées dans les grandes métropoles régionales, il faut attendre l'arrivée de la télévision numérique terrestre en 2005 pour que des projets de télévision locales émergent. Toutefois, les coûts techniques d'exploitation restreignent ce type d'initiatives. 
En 1999, Michel Françaix et Jacques Vistel publient une étude sur les télévisions locales à télédiffusion terrestre, dont les conclusions sont remises à la ministre de la culture et de la communication le 10 novembre, dans laquelle les télévisions locales associatives et leur financement, sont traitées dans le cadre de la problématique économique de la communication de proximité.
En 2000, un colloque sur le tiers secteur audiovisuel est organisé à l'assemblée nationale.
En 2001 alors 550 radios associatives parviennent encore à survivre en France, le CSA s’interroge sur les moyens de financement des chaînes de télévision associatives et de l'équilibre par rapport aux télévisions commerciales locales.
Pour Michel Fiszbin, fondateur de Télé 5 à Paris en 1984 puis de la chaîne Zaléa TV en 2001, lance la première chaîne associative autorisée à diffuser sur la Télévision analogique terrestre.
en mars 2001, Christian Pradié de l'Observatoire des mutations des industries culturelles estime que le secteur de la radio associative et de la télévision associative devraient se rapprocher et constituer le premier entrepreneur de l'audiovisuel local.
D'octobre 2002 au 28 février 2003, 11 télévisions locales sont autorisées, parmi lesquelles on compte Zaléa TV, Télé bocal, Ondes sans frontières (OSF), Scopapresse, la citoyenne ou encore Télé Plaisance,  sont autorisées par le CSA à émettre depuis la tour Eiffel, en se partageant le canal numéro 35 du multiplex à 583,25 MHz.

## Liste des chaînes
| Chaîne               | Années      | Type[Interprétation personnelle ?] | Zone                 | Diffusion                                               |
| -------------------- | ----------- | ---------------------------------- | -------------------- | ------------------------------------------------------- |
| ASTV                 | 1984 -      | Généraliste                        | Nord (Grande-Synthe) | Diffusion en ligne et Numericable (localement)          |
| Télé Plaisance       | 1997 -      | Généraliste                        | Sans objet           | freebox                                                 |
| Zaléa TV             | 2001 - 2007 | Engagé                             | Paris                | Pendant une période TAT, cafés                          |
| Tv Bruits            | 2001 -      | Engagé                             | Toulouse             | En ligne & projections                                  |
| Écran d'arrêt        | 2007 - 2010 | Engagé                             | Paris                | En ligne                                                |
| Nouveaux Mondes      | 2007 -      | Solidarité                         |                      | en cours de création[Quand ?]                           |
| Bar TV               | 2003 - 2013 | Tv locale                          | Meuse                | En ligne et projections                                 |
| Télé Bocal           | 1995 -      | Tv locale                          | Paris                | Canal 31 de la TNT, En ligne et projections             |
| Télé Millevaches     | 1986 -      | Tv locale                          | Limousin             | Diffusion en ligne, projections-débats et envoi de DVD. |
| La Télé Buissonnière | 2016 -      | Tv locale                          | Ariège               | En ligne et projections                                 |